# I cospiratori di Wismar
I cospiratori di Wismar (Kungajakt) è un film del 1944 diretto da Alf Sjöberg.